# Зал Освобождения
Зал Освобождения (нем. Befreiungshalle) — монумент, посвящённой памяти павших героев в освободительных антинаполеоновских войнах 1813—1814 годов. Высится над водами Дуная на вершине горы Михельсберг (Michelsberg) недалеко от города Кельхайм в Баварии. Мемориал сооружён в 1842—1863 годах по инициативе короля Баварии Людвига I и по проекту архитекторов Фридриха фон Гертнера и Лео фон Кленце.
За основу композиции мемориала был взят древнеримский Пантеон. Сооружение представляет собой цилиндр высотой около 60 м, перекрытый куполом и имеет четыре яруса, не считая трёхступенчатого стереобата. На стереобате установлены 18 каменных канделябров. Огромные статуи, расположенные на контрфорсах первого яруса работы скульптора И. Гальбига, олицетворяют собой восемнадцать племён, которые являются прародителями германской нации: Это (в оригинальном написании): Франкония, Бемен, Тиролер, Бавария, Эстеррайхер, Пруссен, Гановеранер, Маерен, Заксен, Шлезье, Бранденбургер, Поммерн, Мекленбург, Вестфален, Гессен, Тюрингер, Райнленбург, Швабен. Они держат таблички с именами военачальников времён Освободительных войн и названиями 36 населённых пунктов, у которых происходили боевые действия. Статуи как бы охраняют храм и защищают Германию. Третий ярус представляет собой галерею, которую образует круговая колоннада.
Интерьер мемориала представляет собой круглый зал. Он имеет высоту 45 м и диаметр 29 м с огромным кессонированным куполом и окулюсом, и также напоминает римский Пантеон. Внизу, по кругу в нишах, названных в честь сражений Освободительных войн, установлены две скульптуры Викторий — богинь победы высотой 3,30 м, и другие аллегорические фигуры, как бы в торжественном хороводе взявшиеся за руки — всего 34 статуи. Работа скульптора Людвига Шванталера. В нишах между скульптурами находятся 17 позолоченных бронзовых щитов, на которых указаны названия главных сражений Наполеоновских войн. Они, как и входные ворота зала высотой 7 м, отлиты из трофейных артиллерийских орудий.
В мраморный пол вмонтирован круглый медальон со словами, произнесёнными королём Людвигом I: «Пусть немцы никогда не забывают, что сделало необходимым борьбу за свободу и какой ценой они победили» (NIE VERGESSEN WAS DEN BEFREIUNGSKAMPF NOTHWENDIG MACHTE UND WODURCH SIE GESIEGT).
Над входным порталом находится надпись: «Немецким освободителям. Людвиг I Король Баварии» (DEN TEUTSCHEN BEFREIUNGSKAEMPFERN LUDWIG I KOENIG VON BAYERN).
Архитектор Гертнер умер, не дождавшись окончания строительства. Здание было завершено Лео фон Кленце с некоторыми изменениями проекта, усиливавшими классицистические черты.
Торжественное открытие «Зала Освобождения» состоялось 18 октября 1863 года. Оно было приурочено к пятидесятой годовщине «Битвы народов» под Лейпцигом.

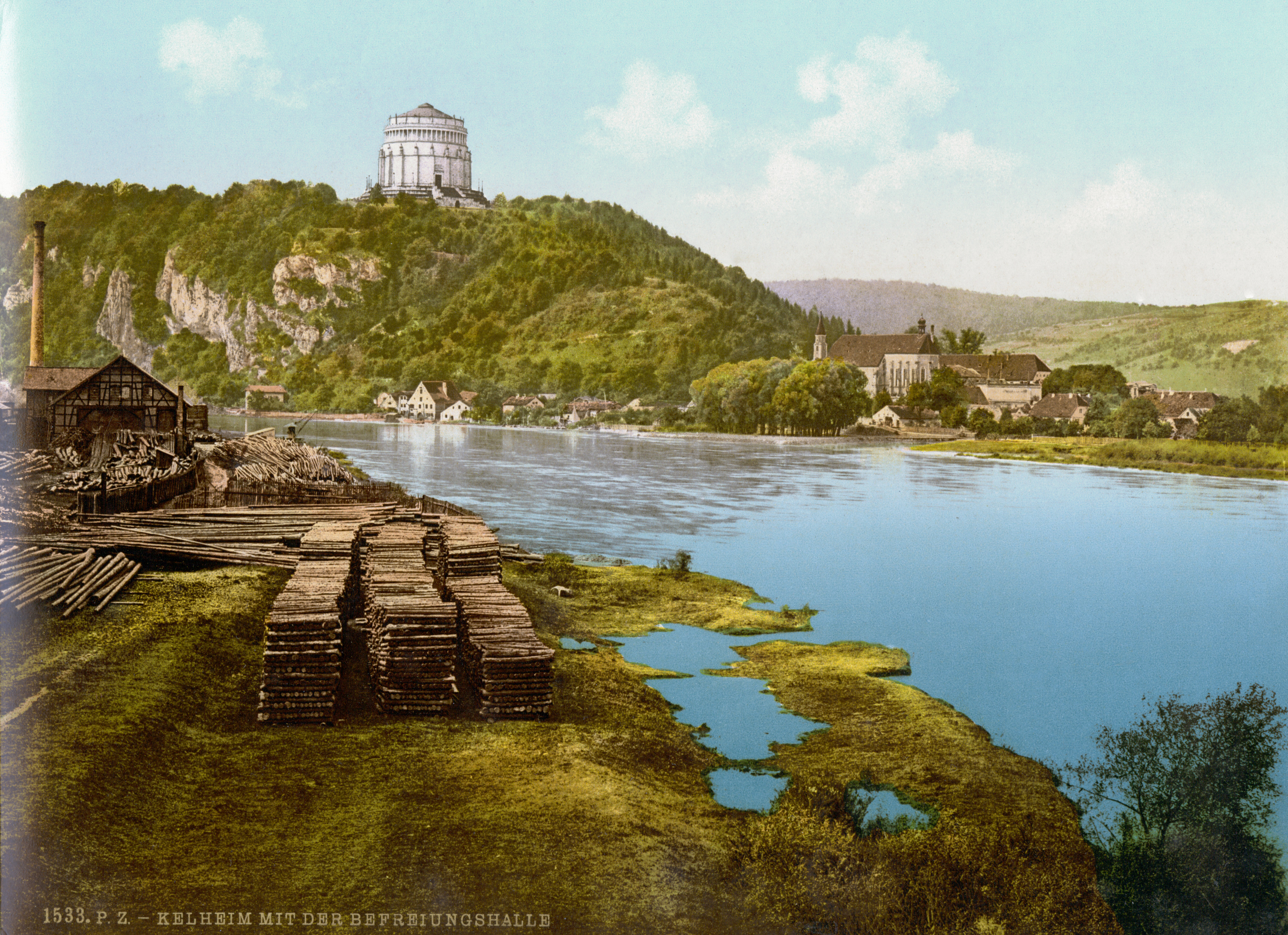
Олеография. Ок. 1900 г.
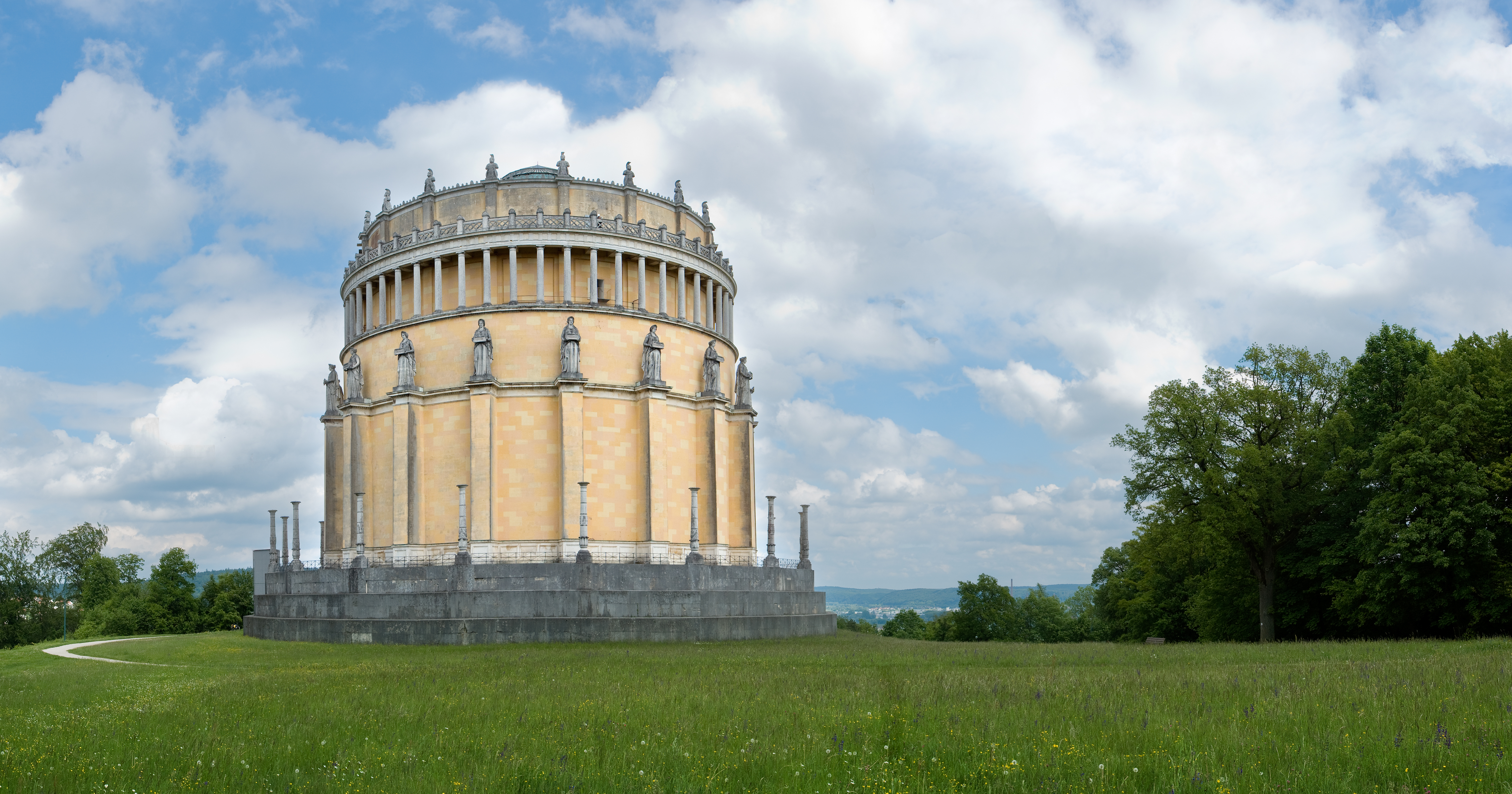
Зал освобождения. Общий вид
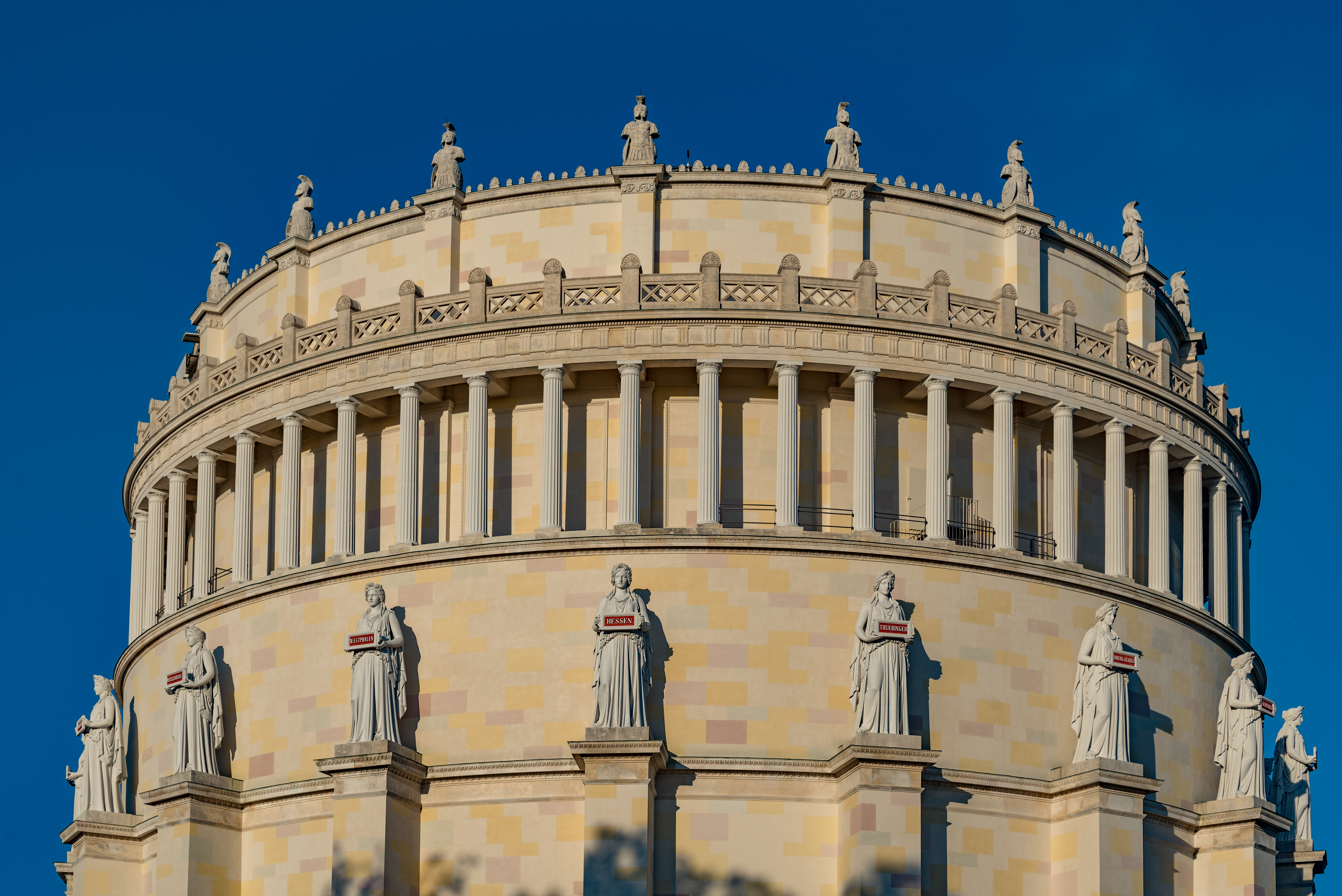
Верхняя часть монумента
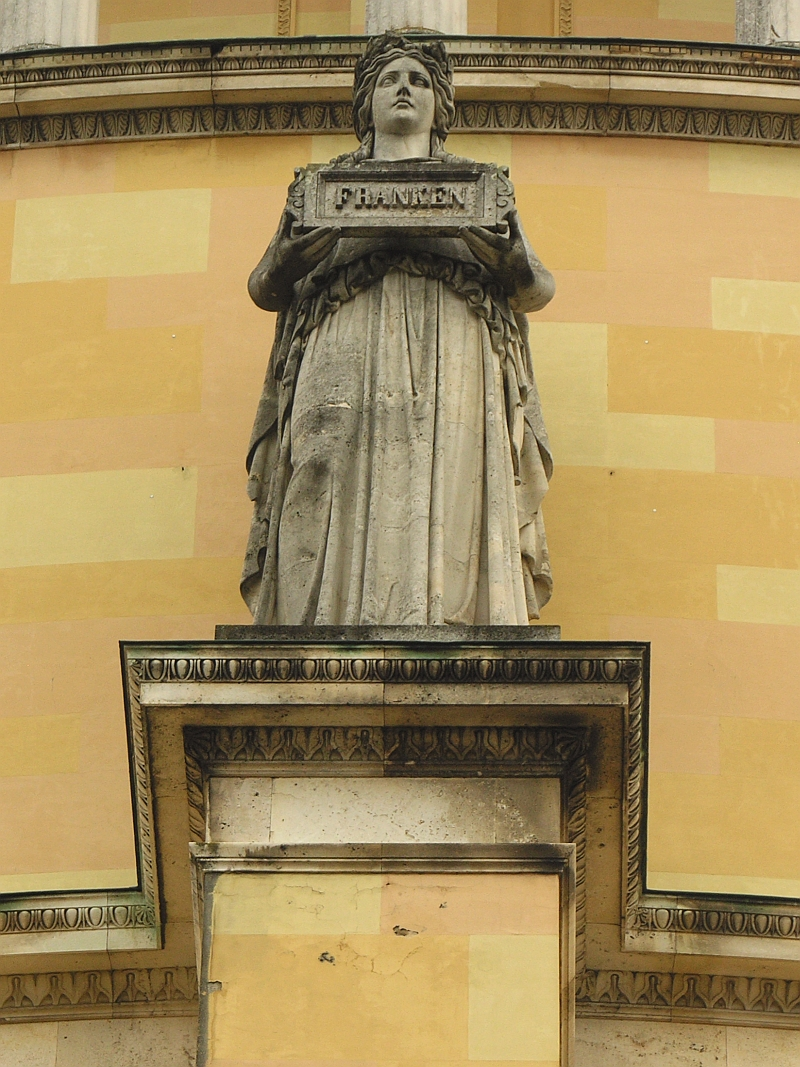
Наружная аллегорическая фигура: Franken Volksstamm
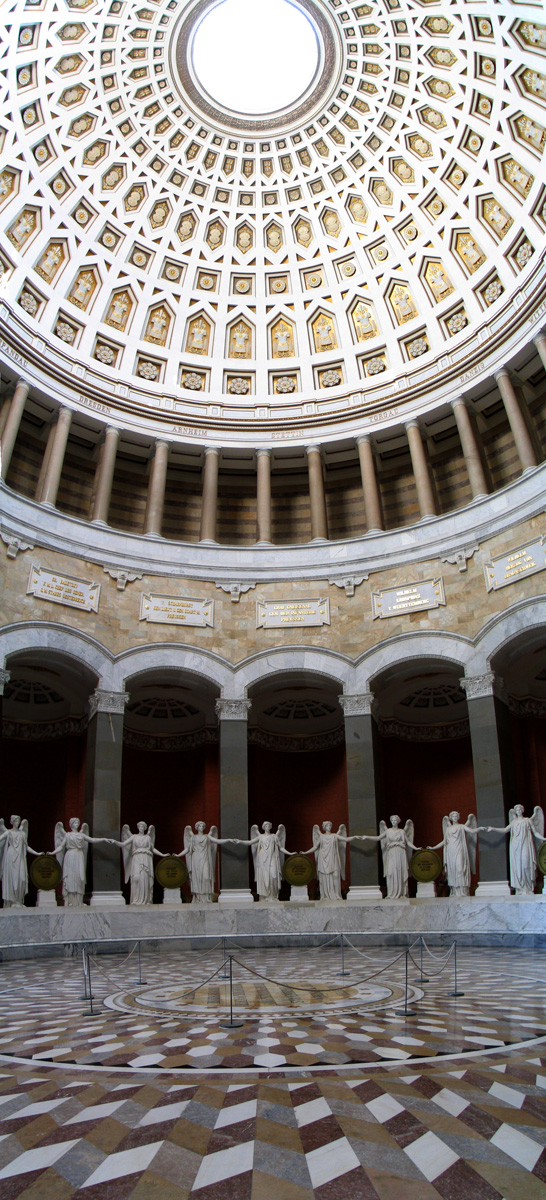
Интерьер
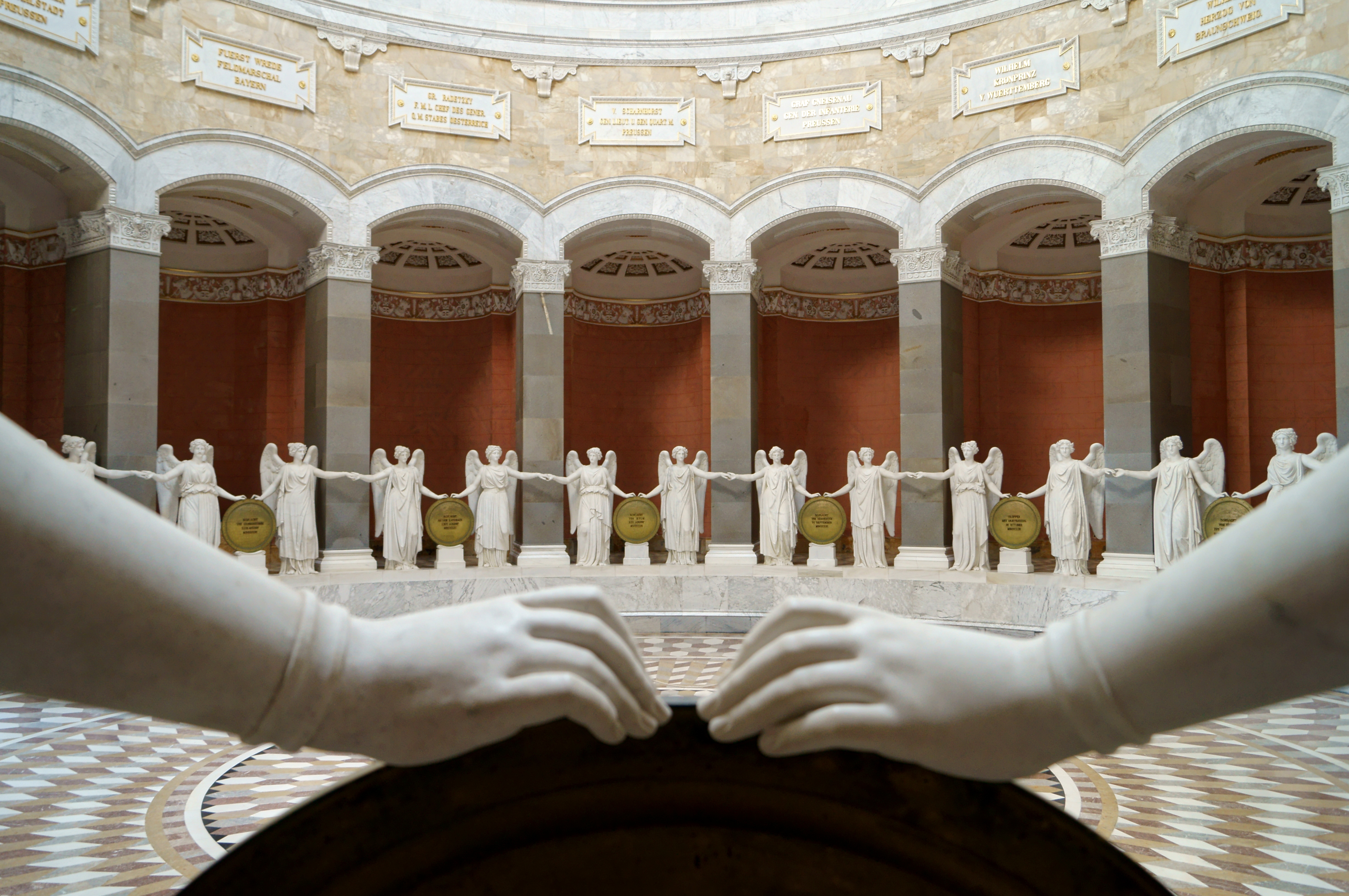
Интерьер. Деталь
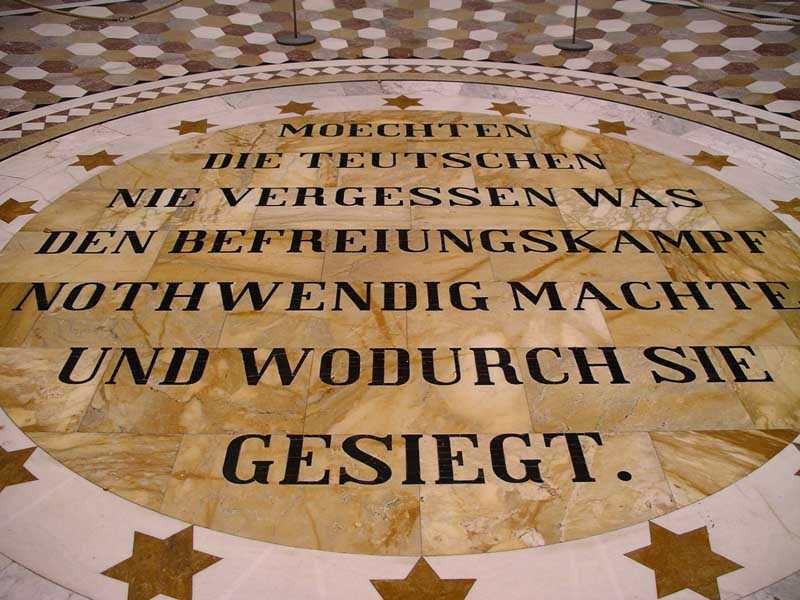
Памятная надпись